# Everything Is Wrong
Everything Is Wrong è il terzo album di Moby, pubblicato nel 1995.
L'album è stato il primo del musicista ad essere acclamato per la sua varietà e il suo sound elettronico, ma il successo vero e proprio arriverà nel 1999, con l'album Play.
Per un certo periodo, il disco veniva pubblicato insieme ad un secondo disco, dal titolo Underwater, contenente cinque pezzi intitolati appunto Underwater (parte 1, 2, 3, 4 e 5) in stile puramente ambient. Successivamente, un estratto dalla prima parte, re-intitolato Grace, verrà utilizzato come sottofondo musicale al cortometraggio "Space Water Onion".
Everything Is Wrong è inoltre accompagnato da un booklet in cui sono inseriti due saggi personali di Moby, contenenti citazioni di persone famose (da Albert Einstein a San Francesco d'Assisi) e fatti di vita vissuta (ad esempio per quanto riguarda la sperimentazione animale).
Sempre nello stesso anno e distanza di pochi mesi l'uno dall'altro, è stato pubblicato il remix di Everything Is Wrong. Esso è composto da due dischi: il primo si intitola Hard Techno, Joyous Anthems & Quiet Ambiance, mentre il secondo New York Hard House, Acid & Groovy Melodic Trance.

## I brani
Come succederà per molti album di Richard Hall, Everything is Wrong si compone di 13 tracce molto diverse tra di loro;
i pezzi variano tra le atmosfere ambient (come Hymn, First Cool Hive, God Moving Over the Face of the Waters, When It's Cold I'd Like to Die e la title track) e quelle elettroniche trance (come lo sono per esempio Let's Go Free e Bring Back My Happiness).
What Love? e All That I Need Is to Be Loved, brani punk, preannunciano già le sonorità del successivo Animal Rights.
In Everytime You Touch Me il rapper ripete verso il finale la frase "Some system rockin' ", la stessa usata in Feeling So Real.
All That I Need Is to Be Loved è una versione punk dell'omonimo b-side di Move.

## Tracce

### Everything Is Wrong
Testi e musiche di Moby.
1. Hymn – 3:17
2. Feeling So Real (feat. Kochie Banton, Myim Rose, Nicole Zaray) – 3:21
3. All That I Need Is to Be Loved – 2:43
4. Let's Go Free – 0:38
5. Everytime You Touch Me (feat. Kochie Banton, Rozz Morehead) – 3:41
6. Bring Back My Happiness (feat. Rozz Morehead, Saundra Williams) – 3:12
7. What Love? – 2:48
8. First Cool Hive – 5:17
9. Into the Blue (feat. Mimi Goese) – 5:33 (Mimi Goese)
10. Anthem – 3:27
11. Everything Is Wrong – 1:14
12. God Moving Over the Face of the Waters – 7:21
13. When It's Cold I'd Like to Die (feat. Mimi Goese) – 4:13 (Mimi Goese)

Durata totale: 46:45

### Underwater
Testi e musiche di Moby.
1. Underwater (Part 1) – 5:14
2. Underwater (Part 2) – 5:43
3. Underwater (Part 3) – 7:23
4. Underwater (Part 4) – 8:02
5. Underwater (Part 5) – 16:45

Durata totale: 43:07

## Formazione
- Moby – suonatore, programming, produttore, ingegnere del suono
- Rozz Morehead – voce (Feeling So Real, Everytime You Touch Me)
- Nicole Zaray – voce (Feeling So Real, Everytime You Touch Me)
- Kochie Banton – voce (Feeling So Real, Everytime You Touch Me)
- Mimi Goese – voce (Into the Blue e When It's Cold I'd Like to Die)
- Saundra Williams – voce
- Jill Greenberg – copertina

## Nella cultura di massa
- God Moving Over the Face of the Waters è stato usato al culmine del film Heat - La sfida (1995) e nel documentario Un giorno a settembre (1999). Questa canzone è stata campionata da Lil Wayne per il pezzo I'm Me del suo EP del 2007, The Leak.
- First Cool Hive è stato usato nella scena finale del film Scream (1996).
- When It's Cold I'd Like to Die è udibile alla fine dell'episodio Un'altra vita della serie televisiva I Soprano e nell'ultimo episodio della prima stagione della serie televisiva targata Netflix Stranger Things.